# Sekin (Machete)
Die Sekin-Machete ist eine Machete aus Sumatra, die auch als Blankwaffe angesehen wird.

## Beschreibung
Die Sekin-Machete hat eine gerade, einschneidige, breite Klinge. Die Klinge wird vom Heft zum Ort breiter. Der Ort ist gerade abgeschnitten. Die Klinge hat weder Mittelgrat noch Hohlschliff. Das Heft besteht aus Holz oder Horn. Es ist mit einer metallenen Zwinge von unterschiedlicher Größe versehen, die der besseren Befestigung von Heft und Klinge dient. Der Knauf ist leicht zur Schneidenseite hin abgebogen und am flachen Ende eingekerbt. Die Scheiden bestehen aus Holz, sind am Ortbereich abgerundet, insgesamt flach gearbeitet und mit Rattanschnüren versehen, die zur Befestigung der beiden Scheidenhälften dienen. Der Scheidenmund ist verbreitert. Das Sekin Typ II dient als Machete und ist eine Version des Sekin. Er darf mit diesem jedoch nicht verwechselt werden, da sie technisch unterschiedlich eingeordnet sind. Den Sekin-Messertyp zählt man zu den Messern, den Sekin-Machete zu den Schwertern.  Das Sekin-Machete wird von Ethnien in Sumatra benutzt.